# Folkeafstemningen om Edinburgh-aftalen
Folkeafstemningen om Edinburgh-aftalen var en dansk folkeafstemning, der blev afholdt 18. maj 1993.
Som resultat af det danske nej ved folkeafstemningen om Maastricht-traktaten året inden, skulle vælgerne igen stemme om Maastricht-traktaten, men nu med de fire forbehold, som var fastlagt i den såkaldte Edinburgh-aftale. Resultatet af afstemningen blev 56,7 procent for og 43,3 procent imod. Valgdeltagelsen var 86,5 procent.
På Nørrebro opstod der massive uroligheder efter valgresultatets offentliggørelse, hvilket endte med at politiet for første gang siden 2. verdenskrig skød mod demonstranterne.